# Herbert Tenzer

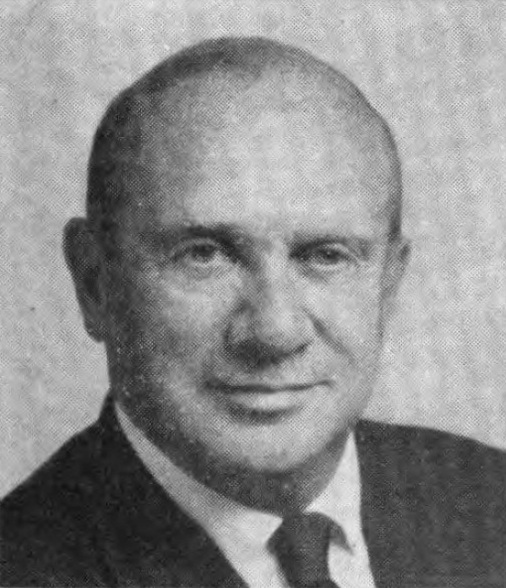
Herbert Tenzer

Herbert Tenzer (* 1. November 1905 in New York City; † 24. März 1993 in Lawrence, New York) war ein amerikanischer Jurist und Politiker. Zwischen 1965 und 1969 vertrat er den Bundesstaat New York im US-Repräsentantenhaus.

## Werdegang
Herbert Tenzer wurde Anfang des 20. Jahrhunderts in New York City geboren. Er besuchte öffentliche Schulen und graduierte 1927 an der New York University Law School. Seine Zulassung als Anwalt erhielt er 1929 und begann dann im selben Jahr zu praktizieren. Am 1. Januar 1937 gründete er und wurde Seniorpartner einer Anwaltskanzlei in New York City. Politisch gehörte er der Demokratischen Partei an. Bei den Kongresswahlen des Jahres 1964 wurde Tenzer im fünften Wahlbezirk von New York in das US-Repräsentantenhaus in Washington, D.C. gewählt, wo er am 4. Januar 1965 die Nachfolge von Frank J. Becker antrat. Nach einer erfolgreichen Wiederwahl verzichtete er im Jahr 1968 auf eine erneute Kandidatur und schied nach dem 3. Januar 1969 aus dem Kongress aus. Danach war er als Trustee an der Yeshiva University tätig. Zwischen 1969 und 1983 hatte er den Vorsitz im Board of Ethics von Nassau County. Daneben war Tenzer 1975 stellvertretender Vorsitzender des New York State Special Advisory Committee on Medical Malpractice und zwischen 1977 und 1983 Vorsitzender des New York State Board of Social Welfare. Er lebte bis zu seinem Tod am 24. März 1993 in Lawrence.